# Raïon d'Izioum
Le raïon de Izioum (en ukrainien : Ізюмський район) est un raïon situé dans l'oblast de Kharkiv en Ukraine. Son chef-lieu est Izioum.
Dans le cadre de la réforme administrative de l'Ukraine, en 2020, le raïon absorbe les raions d'Izioum, Barvinkove, Balakliia et Borova.

## lieux d'intérêt

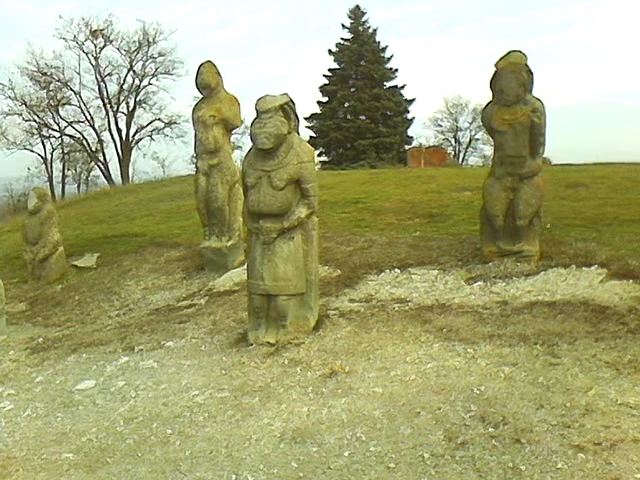
Baba du mont mont Kremenets, classé[1] et
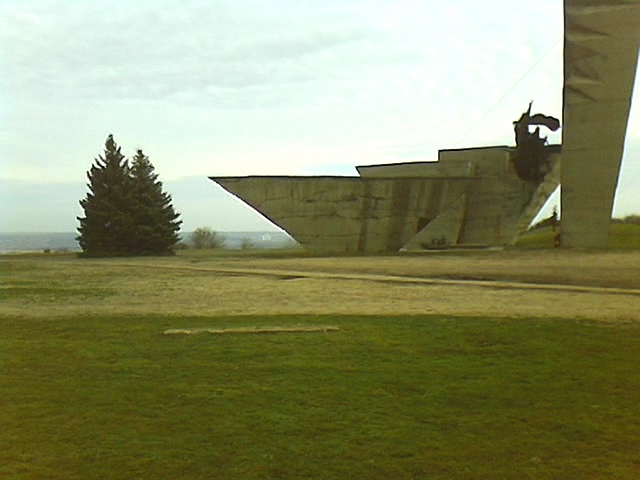
mémorial de la 2 G.M. classé
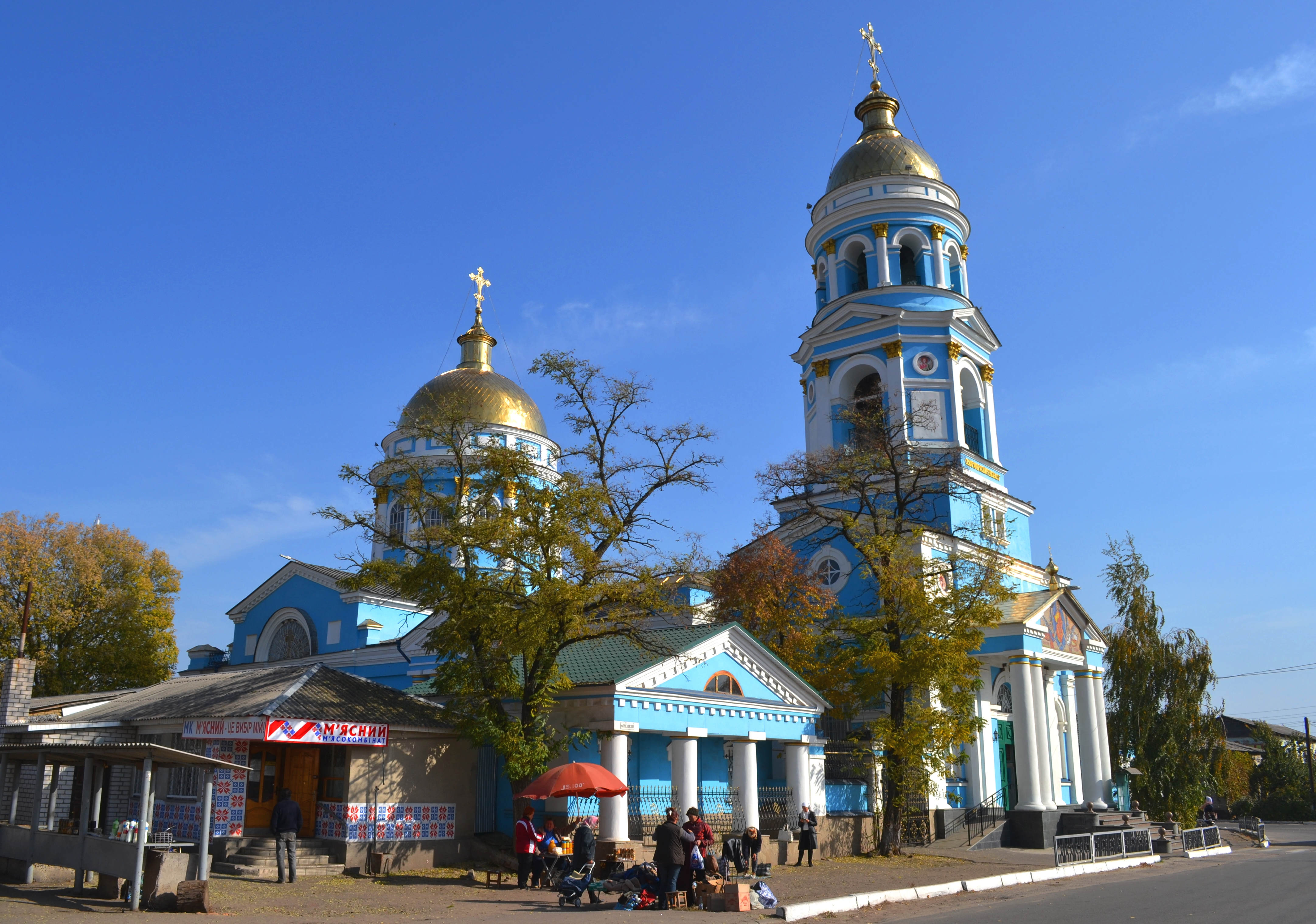
cathédrale de l'Ascension, classée
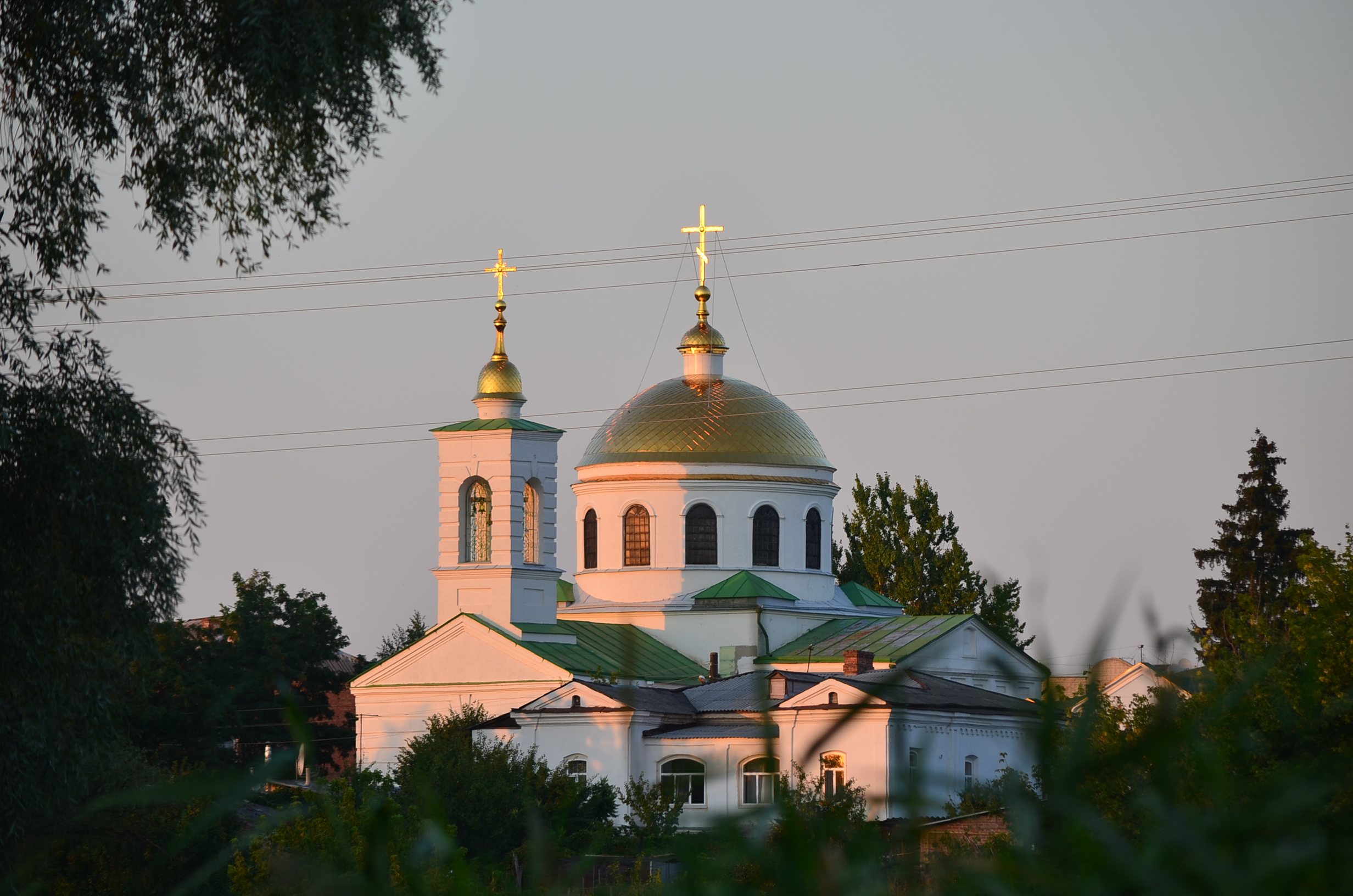
église de l'Exaltation, classée
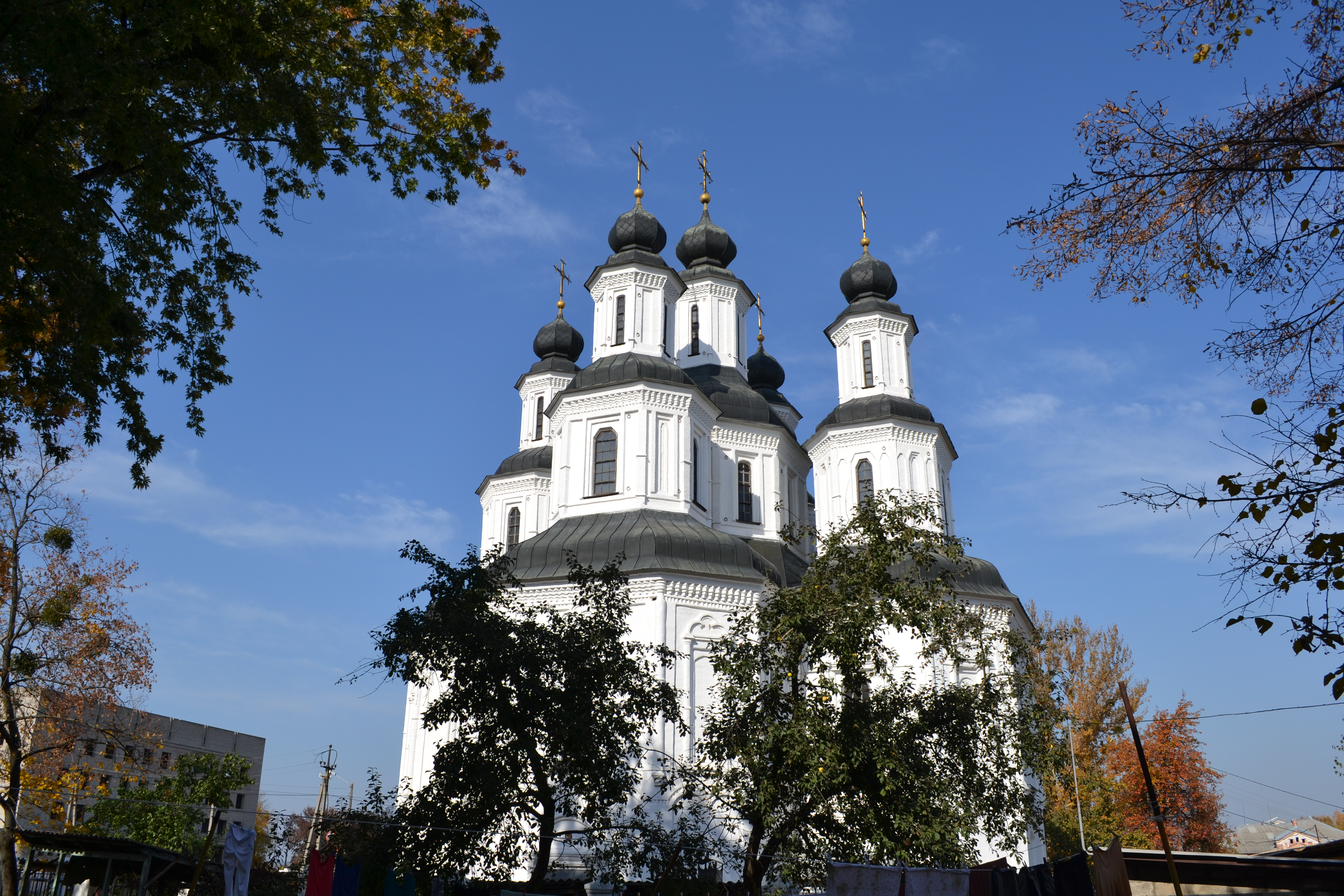
église de la Transfiguration, classée
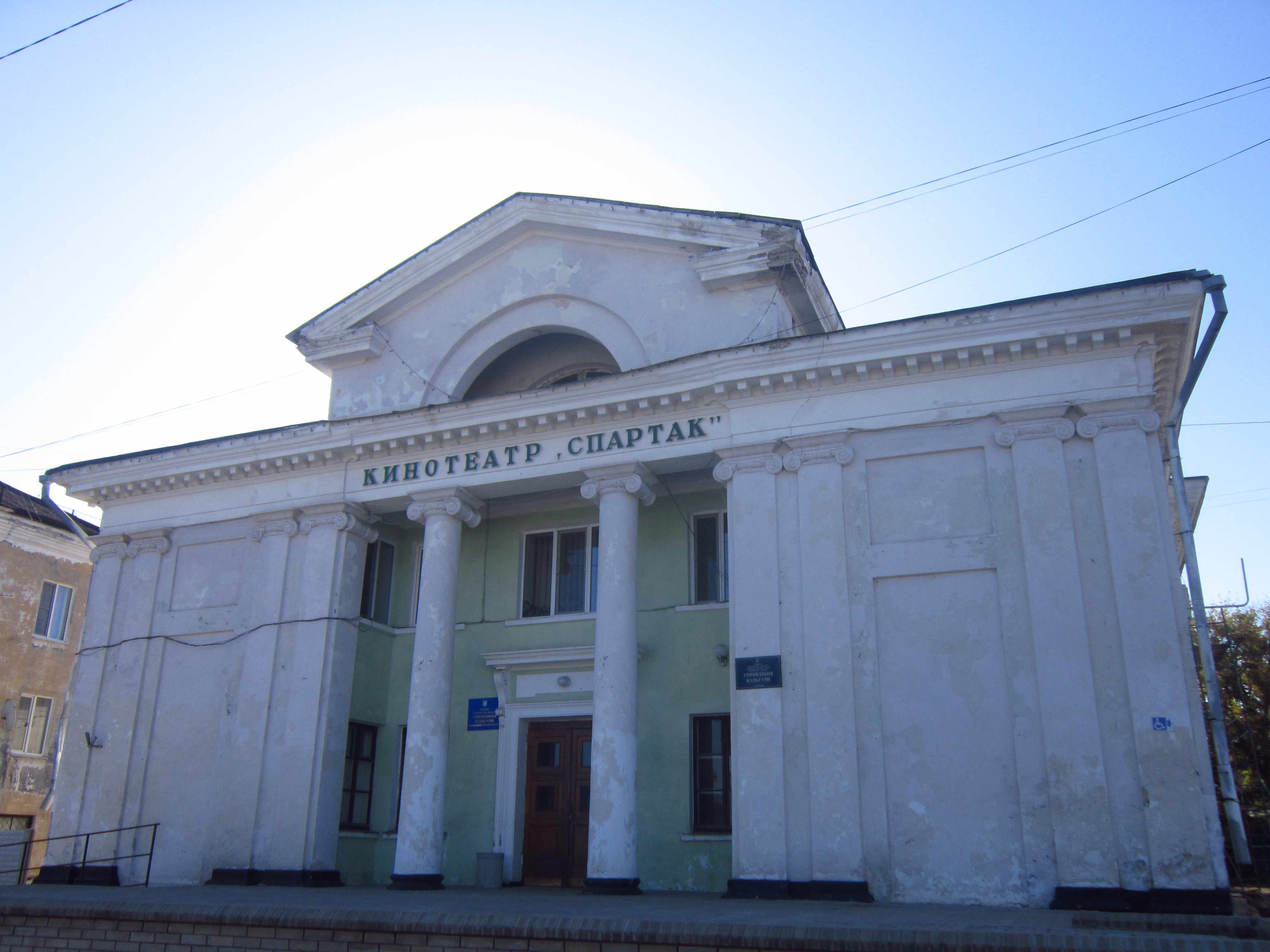
cinéma Spartak, classé
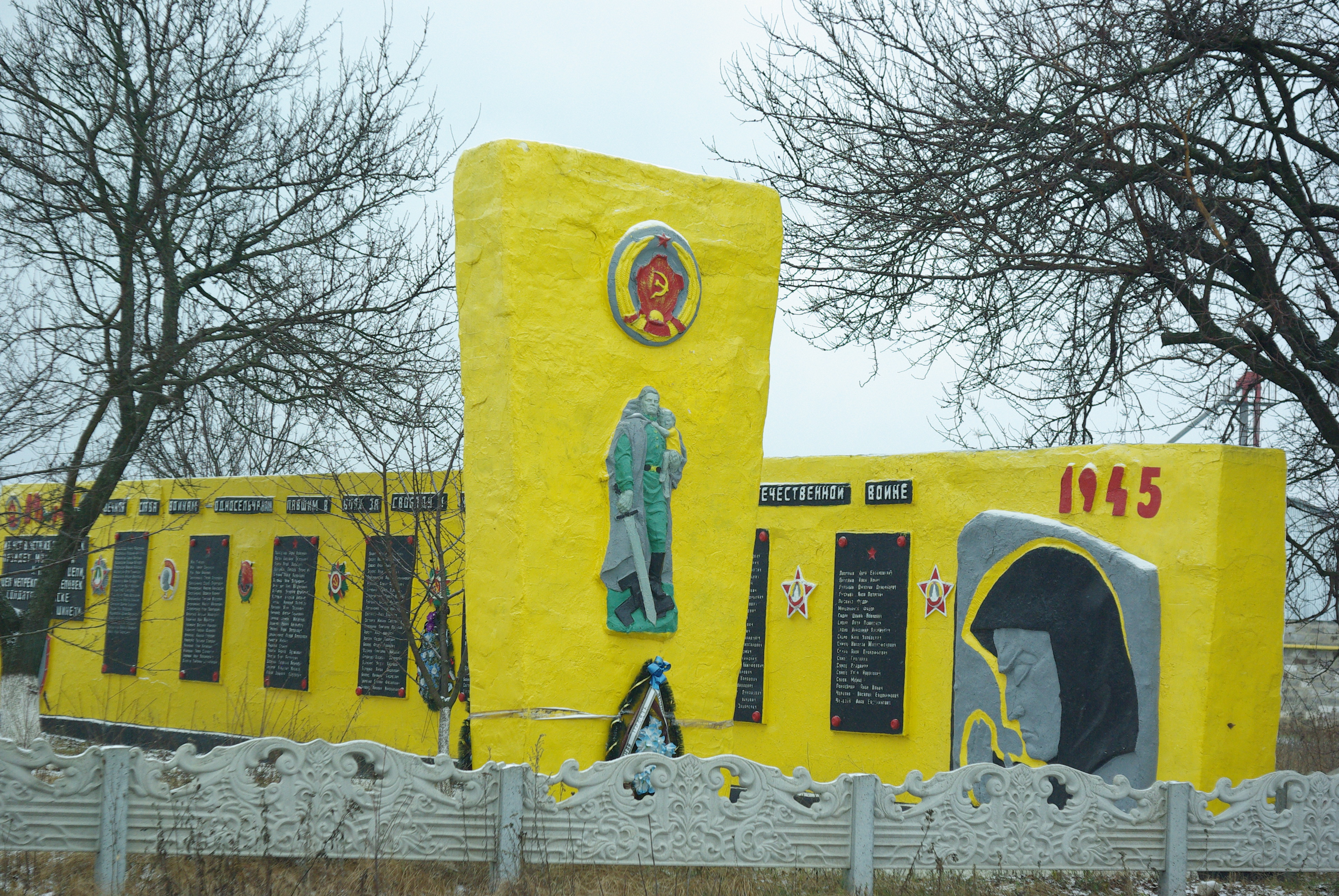
monument aux morts de Topolske, classé
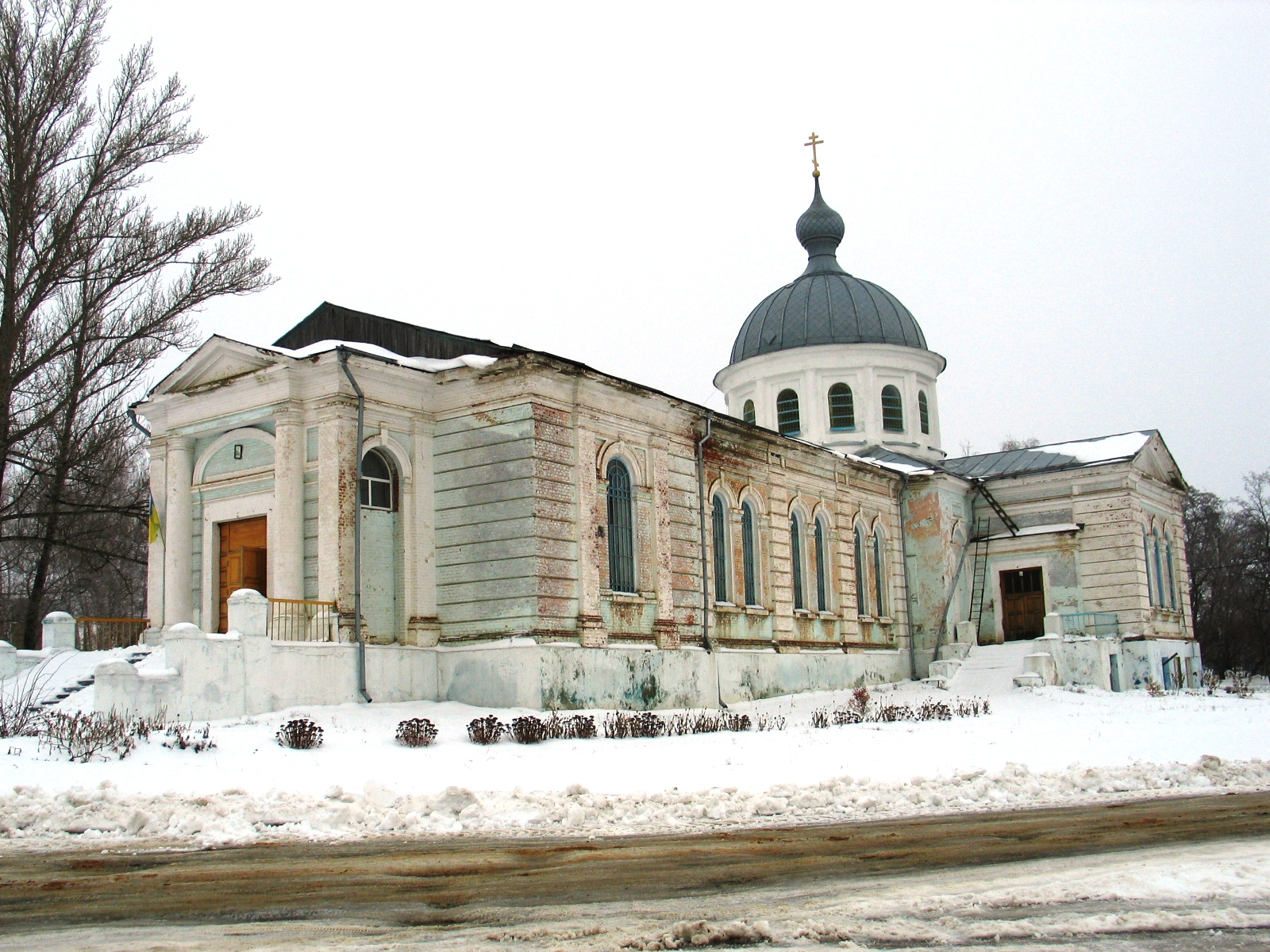
église Bouhayivka, classé[7].